# Vlajka Saint Pierru a Miquelonu

Francouzská vlajka
Poměr stran: 2:3

Francouzská námořní vlajka
Poměr stran: 2:3
Poměr šířek: 30:33:37

Vlajka Saint Pierru a Miquelonu je zároveň vlajkou Francie.
Saint Pierre a Miquelon je ale i francouzským zámořským společenstvím (kód 975). Tento celek má i svou vlajku. Tato vlajka má pouze lokální nebo turistický charakter.

## Historie
V roce 1982 byla navržena neoficiální místní vlajka, která je tvořena listem o poměru stran 2:3 se dvěma svislými pruhy – v užším, žerďovém pruhu jsou nad sebou vyobrazeny:
- Baskická vlajka (červená se zeleným křížem Svatého Patrika a bílým křížem Svatého Jiří)
- Kanton bretaňské vlajky
- Normandská vlajka (červená se dvěma žlutými leopardy)

Touto symbolikou se připomínají národy, které na ostrovech taktéž přistály.
Širší pruh ve vlající části je modrý a je na něm žlutá plachetnice Jacquese Cartiera, francouzského mořeplavce, který tu přistál roku 1535.
Vlajku užívají místní úřady a organizace, nemá však oficiální charakter. Ačkoli je vlajka neoficiální, je na území běžně užívána a vlaje vedle francouzské trikolóry před soukromými rezidencemi a dokonce i vládními budovami.

Neoficiální vlajka Saint Pierru a Miquelonu Poměr stran: 2:3